# Heather Starlet
Heather Starlet (Dayton, Ohio; 14 de agosto de 1989) es una actriz pornográfica y modelo erótica estadounidense.

## Biografía
Heather Starlet, nombre artístico de Lauren Zepernick nació en la ciudad de Dayton, en el condado de Montgomery (Ohio), en agosto de 1989, en una familia de ascendencia alemana y polaca. Durante su adolescencia, fue cheerleader en el instituto.
Antes de entrar en la industria pornográfica, Lauren Zepernick trabajó como modelos de desnudos. Debutó como actriz porno en 2009, a los 20 años de edad y con su nombre artístico, en la película Jim Powers' School Girls 6.
Desde sus comienzos, ha trabajado para estudios como Girlfriends Films, Evil Angel, Reality Kings, New Sensations, Hustler o Jules Jordan Video, así como con Digital Playground, con la que firmó un contrato de exclusividad en septiembre de 2009.
En 2010 recibió su primera nominación en los Premios AVN a Mejor actriz revelación. En 2012 recibió otra nominación a la Mejor escena de sexo lésbico por la película Lesbian Psycho Dramas 6. En junio de ese año, Heather fue elegida Penthouse Pets de la revista Penthouse.
En 2013 volvió a ser nominada en los AVN en las categorías de Mejor escena de sexo lésbico en grupo por su papel en Meow 2, que compartía con Kristina Rose y Valerie Kay; y Mejor escena de sexo oral por Let Me Suck You 3.
En 2015 recibió su primera nominación en los Premios XBIZ a la Artista lésbica del año, que perdió contra Prinzzess.
Otros títulos de su filmografía son Not Charlie's Angels XXX, Mandingo Massacre, Barely Legal 100, Double Vision 3, Extreme Underground, Ironman XXX, My Dirty Angels 20, Sex In My PJ's o You've Been Busted.
Se retiró en 2017, habiendo rodado más de 330 películas.

## Premios y nominaciones
| Año  | Ceremonia         | Resultado | Premio                                | Trabajo                 |
| ---- | ----------------- | --------- | ------------------------------------- | ----------------------- |
| 2010 | Premios AVN       | Nominada  | Mejor actriz revelación               | —                       |
| 2010 | CAVR Award        | Ganadora  | Special Star                          | —                       |
| 2012 | Premios AVN       | Nominada  | Mejor escena de sexo lésbico          | Lesbian Psycho Dramas 6 |
| 2013 | Premios AVN       | Nominada  | Mejor escena de sexo lésbico en grupo | Meow 2                  |
| 2013 | Premios AVN       | Nominada  | Mejor escena de sexo oral             | Let Me Suck You 3       |
| 2013 | Sex Awards        | Nominada  | Estrella porno del año                | —                       |
| 2014 | Spank Bank Awards | Nominada  | Most Adorable Slut                    | —                       |
| 2015 | Premios XBIZ      | Nominada  | Artista lésbica del año               | —                       |